# 布雷顿森林会议
布雷顿森林会议（英語：Bretton Woods Conference），正式名称为联合国货币金融会议（United Nations Monetary and Financial Conference），是1944年7月1日至21日，44个二戰同盟國的730名代表在美国新罕布什尔州布列敦森林华盛顿山宾馆召开的会议。会议通过了《联合国货币金融协议最后决议书》、《国际货币基金组织协定》和《国际复兴开发银行协定》两个附件，总称《布雷顿森林协定》。中国代表为孔祥熙，美国代表为哈里·迪克特·怀特，英国代表为约翰·梅纳德·凯恩斯，法国代表为皮埃尔·孟戴斯-弗朗斯。

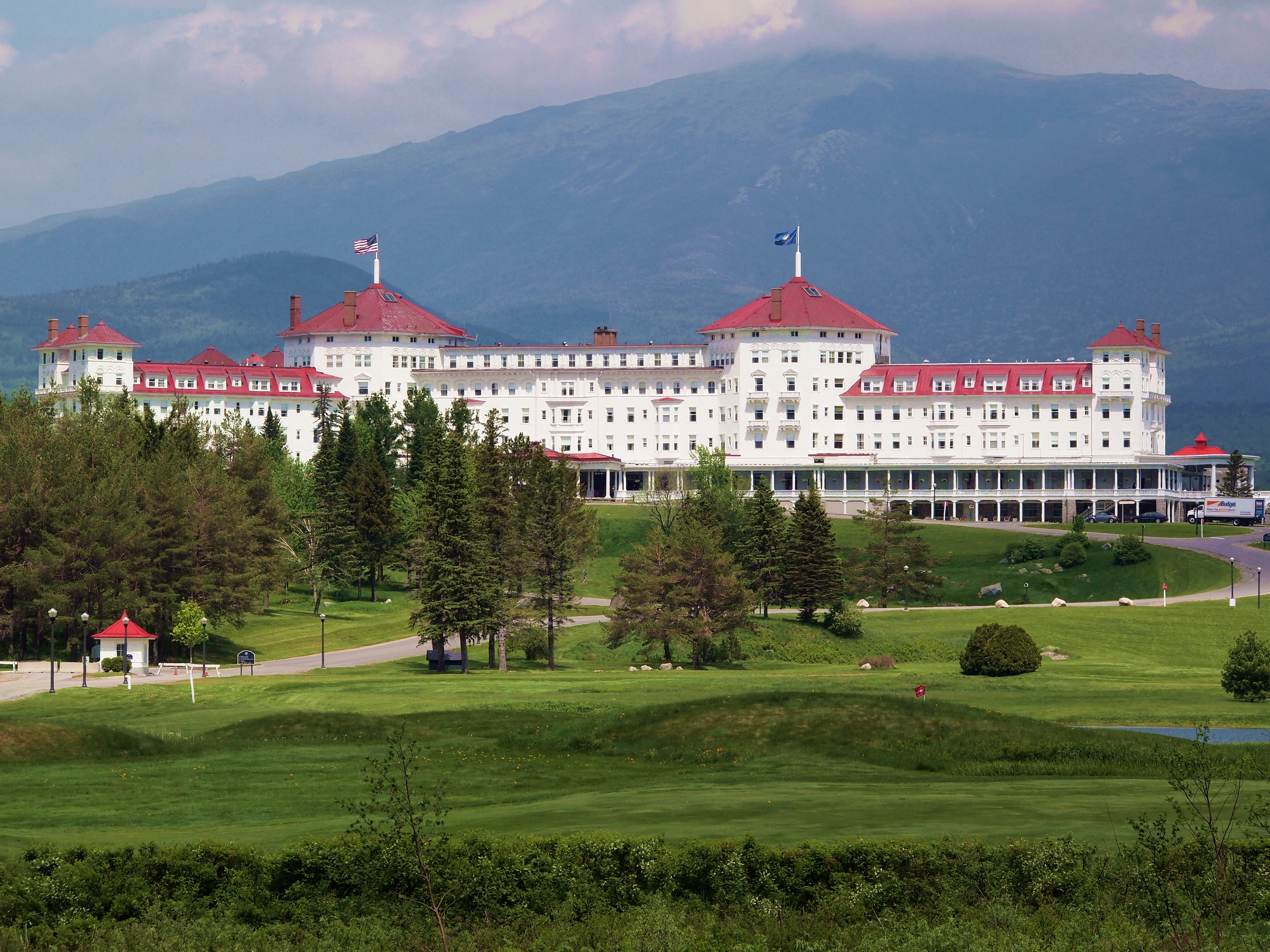
华盛顿山宾馆

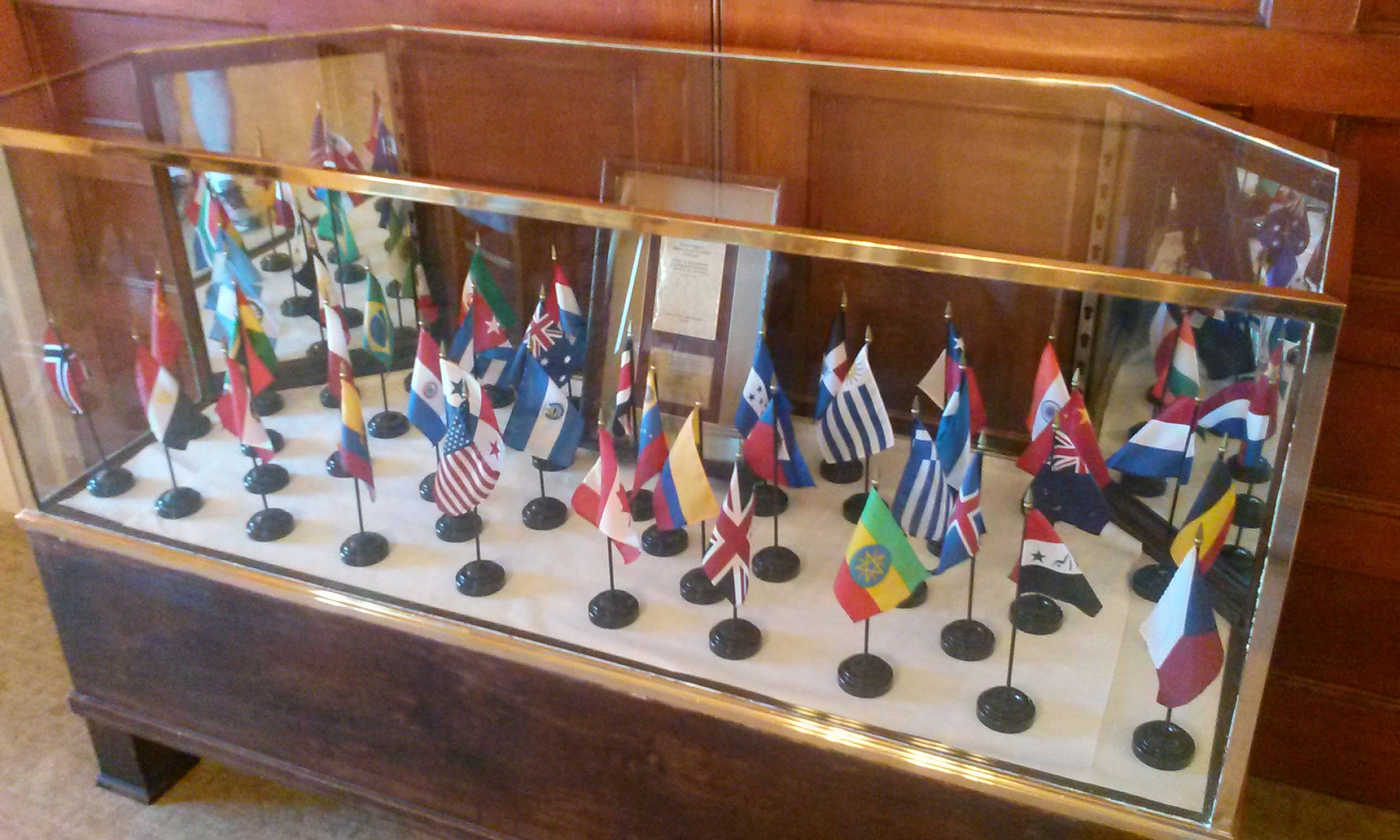
陳列在华盛顿山宾馆的各國國旗